# أق بلاغ لتغاه (مهاجران)
أق بلاغ لتغاه (بالفارسية: آق‌بلاغ لتگاه) هي قرية تقع في إيران في Lalejin District. يقدر عدد سكانها بـ 611 نسمة بحسب إحصاء 2016.